# Glaciar Arhuay
El glaciar Arhuay es un glaciar situado en el  centro-oeste del Perú, en la provincia de Huaylas, perteneciente al departamento de Ancash. Constituye uno de los principales glaciares de la cordillera Blanca, una cadena montañosa que forma parte del conjunto de la cordillera Occidental de los Andes peruanos. El glaciar se encuentra dentro de los límites del Parque Nacional Huascarán declarado Patrimonio natural de la Humanidad en 1985.
El glaciar cubre una superficie de 4,25 km² y tiene una longitud de aproximadamente 2,3 km, con una anchura máxima de 4.5 kilómetros. De acuerdo a sus características es un glaciar de valle, de cuenca simple pues drena hacia un solo cauce, con un perfil longitudinal en cascada especialmente en la parte posterior de la lengua glaciar.
Los orígenes del glaciar Arhuay se sitúa en un circo glaciar dominado por la cimas de los nevados Pucahirca Sur (6.039 m) y Rinrihirca (5.810 m). Nace a 6.025 m de altitud y desciende hasta los 4.554 metros sobre el nivel del mar. La lengua terminal del glaciar actualmente aparece en contacto con la laguna Arhuaycocha, que vierte su caudal a través del río Santa en el océano Pacífico.
Desde un punto de vista dinámico el glaciar en su parte media principalmente, tiene un movimiento muy lento de acuerdo al talud del lecho rocoso el cual se traduce en el agrietamiento muy pronunciado que puede observarse claramente en su estructura. Este movimiento es contrarrestado en la parte inferior por la lengua terminal de poca pendiente, que actúa en este momento como muro de sostenimiento o cuña.
Dadas las condiciones climáticas actuales es evidente que también este glaciar al igual que otros glaciares delata un retroceso, hecho que se pone de manifiesto en la disminución del nivel de su lengua glaciar. El Arhuay al ser un glaciar fácilmente accesible, constituye un atractivo destino turístico para quienes visitan esta zona del Perú.